# هربرت اشتون
هربرت اشتون (انگلیسی: Herbert Ashton; ۲۳ مهٔ ۱۸۸۵ – ۲۸ ژوئن ۱۹۲۷) بازیکن فوتبال اهل بریتانیا بود.
از باشگاه‌هایی که در آن بازی کرده‌است می‌توان به باشگاه فوتبال آکرینگتون و باشگاه فوتبال وستهام یونایتد اشاره کرد.